# Патопсихология
Патопсихоло́гия (греч. πάθος — страдание, болезнь, греч. ψυχή — душа и греч. λογία — учение) — практическая отрасль клинической психологии, «изучающая расстройства психических процессов (например, при психических болезнях)» и состояний психологическими методами, осуществляя анализ патологических изменений «на основе сопоставления с характером формирования и протекания психических процессов, состояний и свойств личности в норме».
Патопсихология — отрасль клинической (медицинской) психологии, предмет которой — психопатология, а задача — психодиагностика с целью уточнения медицинского диагноза и обоснования лечения, в частности психотерапии и трудотерапии.
Патопсихология связана со специальной психологией (в частности, с олигофренопсихологией) и дефектологией, что подтверждается наличием многих учебных пособий для дефектологических специальностей с включением разделов и глав по патопсихологии, а также с психиатрией, в стенах клиники которой она и зародилась как прикладная научная психологическая дисциплина и область практики.

## Краткая история и современное состояние
Патопсихология, как и нейропсихология, зародилась в Западной Европе и Северной Америке во второй половине 19 века. Эти наработки зарубежных учёных и практиков импортировались в Имперскую Россию в ходе заграничной учёбы и многочисленных стажировок специалистов из России. Определённое развитие, в первую очередь, в виде массированной серии практических социальных мероприятий в области здравоохранения и социального обеспечения патопсихология получила в СССР. Наиболее крупными специалистами в области советской патопсихологии и медицинской (клинической) психологии в период её становления в СССР в 1920—1930 годы были Россолимо, Кащенко, Грибоедов, Голант, Сухарева, Мясищев, Лебединский, в послевоенные годы патопсихология получила развитие в МГУ, где её развивали, среди прочих, Б. В. Зейгарник и С. Я. Рубинштейн. В ходе Второй мировой войны и в послевоенные годы патопсихология и медицинская (клиническая) психология оказалась востребованной, как и нейропсихология, в деле восстановления психических функций у пациентов с психологическими травмами или черепно-мозговыми поражениями, полученными в ходе боевых действий.
Своего бурного развития патопсихология и медицинская (клиническая) психология достигает к 1970-м годам. Именно в эти годы увидели свет основные труды советских патопсихологов. Тогда же был заложен фундамент подготовки специалистов-патопсихологов для психиатрической клиники. Это были первые советские практические психологи. Окончательно теоретические дискуссии вокруг предмета, задач и места патопсихологии в психиатрической клинике завершились к середине 1980-х годов.
В настоящее время происходит процесс дифференциации патопсихологии на отдельные направления.
В частности, из клинической патопсихологии выделилась самостоятельная отрасль — судебная патопсихология.

## Предмет и задачи патопсихологии
Признание положения, что патопсихология является психологической дисциплиной, определяет её предмет и отграничение его от предмета психиатрии.
Психиатрия, как и всякая отрасль медицины, направлена на выяснение причин психической болезни, на исследование синдромов и симптомов, типичных для того или иного заболевания, закономерностей их появления и чередования, на анализ критериев прогноза болезни, на лечение и профилактику болезни.
Патопсихология как психологическая дисциплина исходит из закономерностей развития и структуры психике в норме. Она изучает закономерности распада психической деятельности и свойств личности в сопоставлении с закономерностями формирования и протекания психических процессов в норме, она изучает закономерности искажений отражательной деятельности мозга. Следовательно, при всей близости объектов исследования психиатрия и патопсихология отличны по своему предмету.
Практические задачи, стоящие перед патопсихологическим исследованием, разнообразны. Прежде всего данные психологического эксперимента могут быть использованы для дифференциально-диагностических целей. Конечно, установление диагноза — дело врача, оно производится не на основании тех или иных лабораторных данных, а на основании комплексного клинического исследования. Однако в психологических лабораториях накоплены экспериментальные данные, характеризующие нарушения психических процессов при различных формах заболеваний, которые служат дополнительным материалом при установлении диагноза.

## Патопсихологическая диагностика
Патопсихологический диагностический эксперимент имеет специфические отличия от традиционного тестового метода исследования в плане процедуры исследования и анализа результатов исследования по качественным показателям (отсутствие временного ограничения выполнения задания, исследование способа достижения результата, возможности использования помощи экспериментатора, речевые и эмоциональные реакции во время выполнения задания и т. п.). Хотя сам стимульный материал методик может оставаться классическим. Именно это отличает патопсихологический эксперимент от традиционного психологического и психометрического (тестового) исследования. Анализ протокола патопсихологического исследования — особая технология, требующая определённых навыков, а сам «протокол — душа эксперимента».
Одним из основных принципов построения экспериментальных приемов, направленных на исследование психики больных, является принцип моделирования обычной психической деятельности, осуществляемой человеком в труде, учении, общении. Моделирование заключается в том, что вычленяются основные психические акты и действия человека и провоцируется или, лучше сказать, организуется выполнение этих действий в непривычных, несколько искусственных условиях.
Количество и качество такого рода моделей очень многообразны; здесь и анализ, и синтез, и установление различных связей между предметами, комбинирование, расчленение и т. д. Практически большинство экспериментов заключается в том, что больному предлагают выполнить какую-либо работу, предлагают ему ряд практических заданий либо действий «в уме», а затем тщательно регистрируют, каким способом больной действовал, а если ошибался, то чем были вызваны и какого типа были эти ошибки.